# Garash (pastel)
El pastel Garash es un tipo de pastel de chocolate muy popular en la gastronomía de Bulgaria. El nombre posiblemente proviene del idioma húngaro. En su país de origen se encuentra comúnmente en pastelerías y restaurantes, en años recientes se está volviendo popular en restaurantes occidentales por su delicado sabor. Es considerada la versión búlgara de la Sachertorte, hecha con huevos, nueces y chocolate.